# One Bayfront Plaza
One Bayfront Plaza ist der Name eines für den Bau geplanten Wolkenkratzers in Miami. Die Adresse wird 100 South Biscayne Boulevard (Miami, FL) lauten.
Mit einer Höhe von 320 Metern und 70 Stockwerken wird One Bayfront das höchste Gebäude in Miami werden und zu den höchsten des Landes zählen. Der Bau des Turms wurde bereits behördlich genehmigt. Jedoch waren im Januar 2020 in dem bestehenden Gebäude noch Geschäfte geöffnet. Das 70 Stockwerke zählende Gebäude soll Platz für Büros bieten, jedoch wird auch ein Hotel entstehen. Im unteren Bereich ist ein Einkaufszentrum sowie ein Parkhaus geplant. 2024 wurde mit dem Abriss der bestehenden Gebäude begonnen.